# Hünensteine von Steinkimmen
De Hünensteine von Steinkimmen (ook wel Steinkimmen I, II und III genoemd) zijn ganggraven uit het neolithicum die worden aangeduid met Sprockhoff-Nr. 927, 928 und 929. Steinkimmen I en II zijn onderdeel van de Straße der Megalithkultur.

## Kenmerken
De hunebedden liggen ten zuidoosten van Steinkimmen, gelegen in Ganderkesee in Landkreis Oldenburg in Nedersaksen, tussen de straten Alter Postweg en Bergedorfer Landstraße. De megalithische bouwwerken werden opgericht tussen 3500 en 2800 v.Chr. en worden toegeschreven aan de Trechterbekercultuur.
In Ganderkesee zijn de plaatsen van 17 (voormalige) hunebedden bekend. Er heeft een hunebed gestaan op de plaats waar nu het station is gebouwd en bij het oude kerkhof bij de kerk. In de omgeving hebben ook diverse grafheuvels gelegen, waarvan de meeste vernietigd zijn. Er ligt nog een grafheuvel langs de Heideweg, vlak bij de Machandelweg, en één Am Hexenberg vlak bij het vliegveld. Voordat het vliegveld werd aangelegd, waren hier 24 grafheuvels gelegen. De plaatsen van meer dan 200 (voormalige) graven zijn bekend. Ganderkesee lag in het midden van het voormalige Largau en was een belangrijke plaats. Voornamelijk de hunebedden waren een ontmoetingsplaats en heiligdom. In het verleden werd ook recht gesproken bij de graven, zie ding (rechtspraak).

### Hünensteine I
De vorm van de 18 meter lange kamer vlak bij de  „Alten Postweg“ is nog te herkennen. Een van de behouden gebleven dekstenen is 3 meter lang, 2,5 meter breed en 1,5 meter hoog en ligt iets verder dan het bouwwerk. Op drie stenen zijn sporen van boorgaten te zien, met wiggen wilde men de stenen kleiner maken. Op één steen zijn zes van deze gaten te herkennen bij de breukrand. Het gaat vermoedelijk om een Emsländische Kammer.
Toen met het informatiebord plaatste, vond men kleine koperrolletjes, een pijlpunt van vuursteen en scherven van keramiek. Op basis van deze vondsten dateerde men de kamer tussen 3300 en 3000 v.Chr.

### Hünensteine II
De Hünensteine II liggen aan een parkeerplaats aan de Bergedorfer Landstraße. De lange, oost-west georiënteerde, kamer lag vermoedelijk in een ovalen krans. Alle 30 draagstenen zijn behouden gebleven, de meeste zijn in situ.
Van de oorspronkelijke 12 dekstenen zijn er nog twee overgebleven. De middelste deksteen (bij de ingang) is echter nog in situ, net als de beide stenen aan de uiteinden. De kamer is 22 meter lang en is niet trapezoïde, zoals gebruikelijk bij de Emsländische Kammer. De breedte varieert tussen de 1,7 en 2,2 meter. Van de kransstenen zijn nog 14 overgebleven. De krans was vermoedelijk 28 meter lang en 7 meter breed. De toegang ligt aan de zuidzijde en heeft een lengte van 3 meter en is 1 meter breed.

Hünensteine II
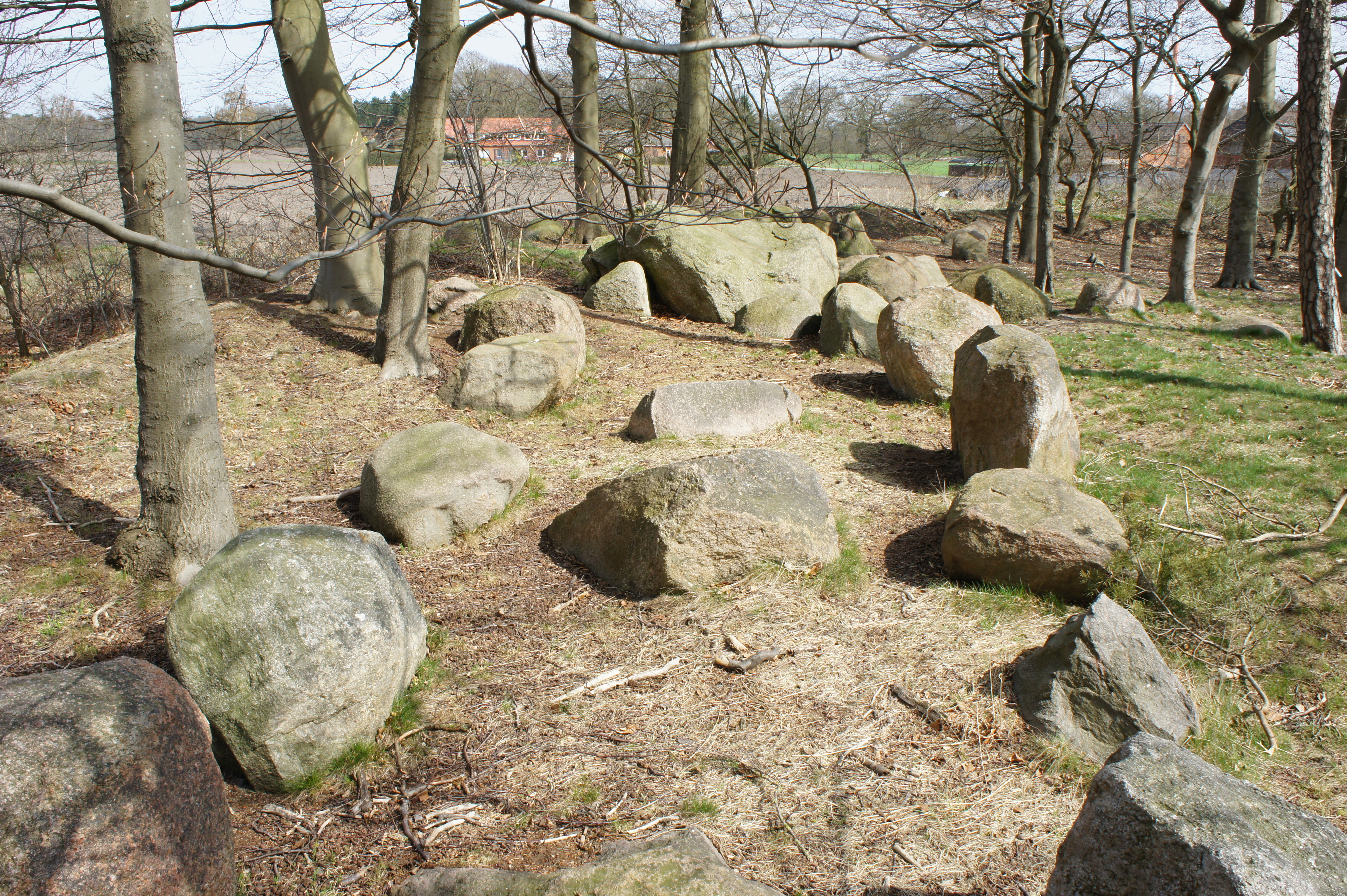
Hünensteine II
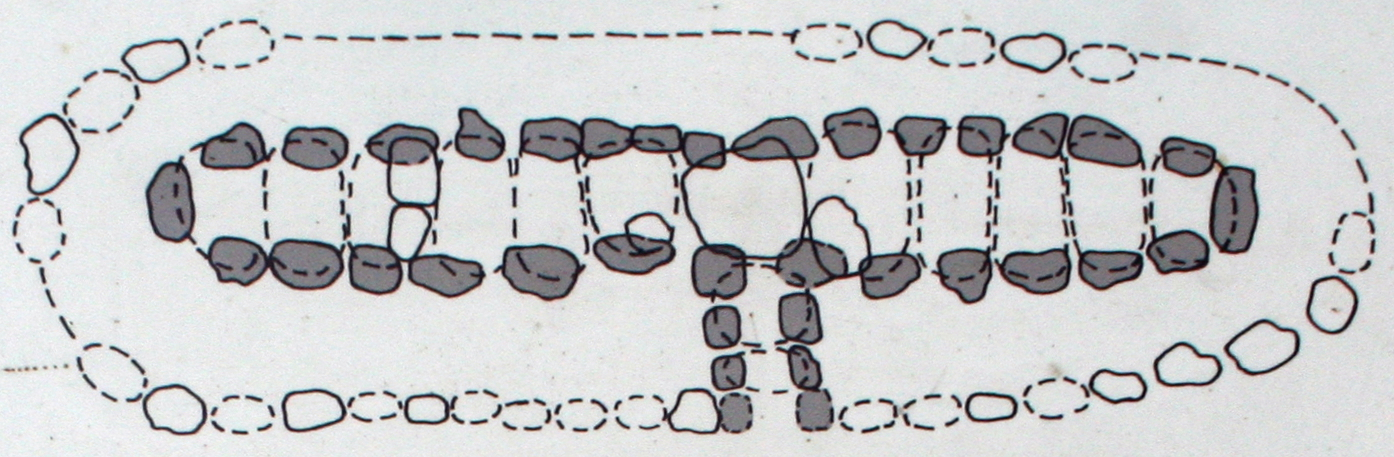
Plattegrond Hünensteine II

### Hünensteine III
De Hünensteine 3 liggen bij een vijver ten westen van de Bergedorfer Landstraße. Het graf werd aan het einde van de 18e eeuw vernietigd en de stenen werden gebruikt voor de bouw van het mausoleum van Friederike von Württemberg op het Gertrudenfriedhof in Oldenburg. Er zijn nog 16 stenen overgebleven, daarvan zijn twee of drie vermoedelijk dekstenen geweest.

Hünensteine III
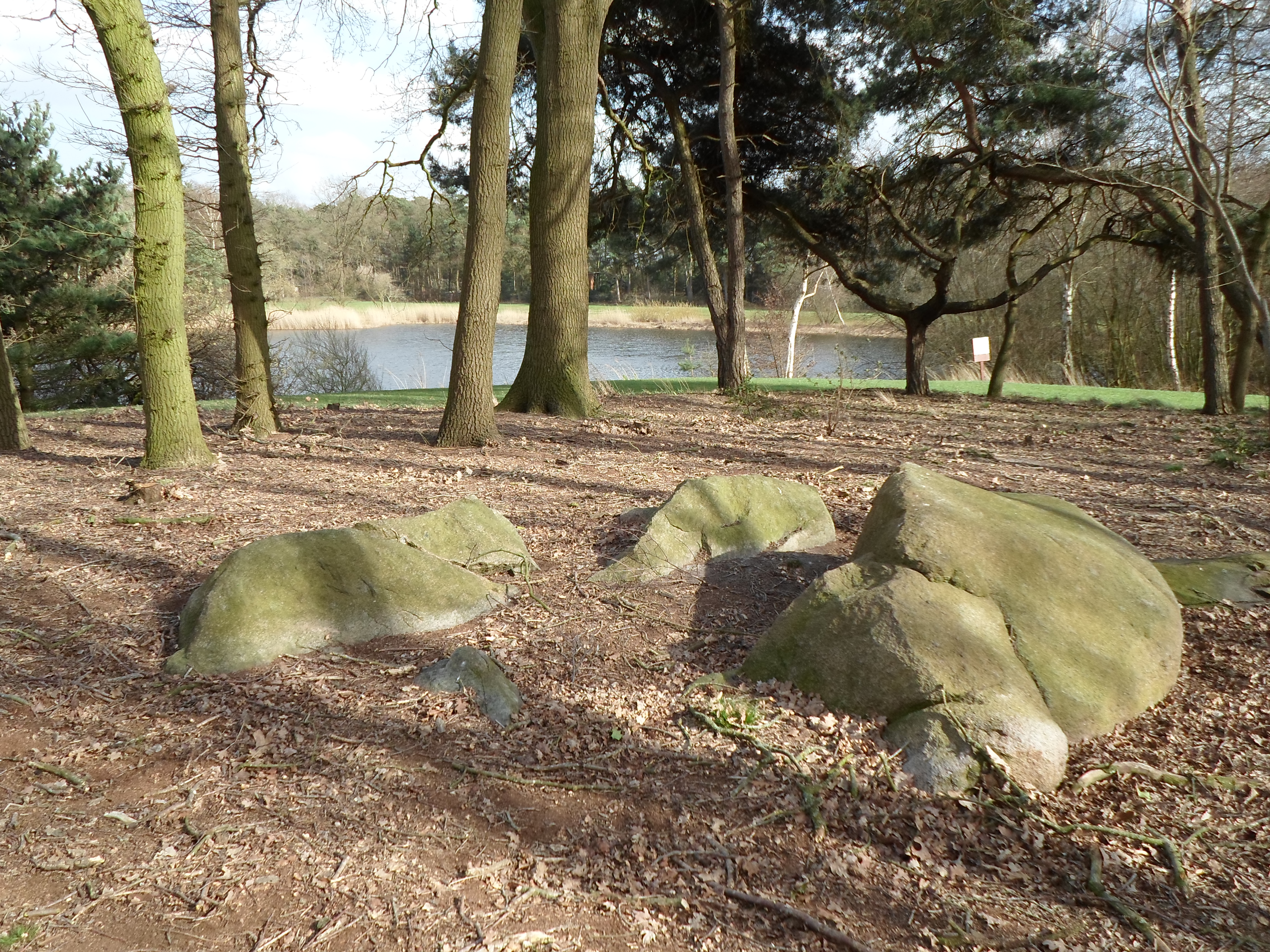
Hünensteine III
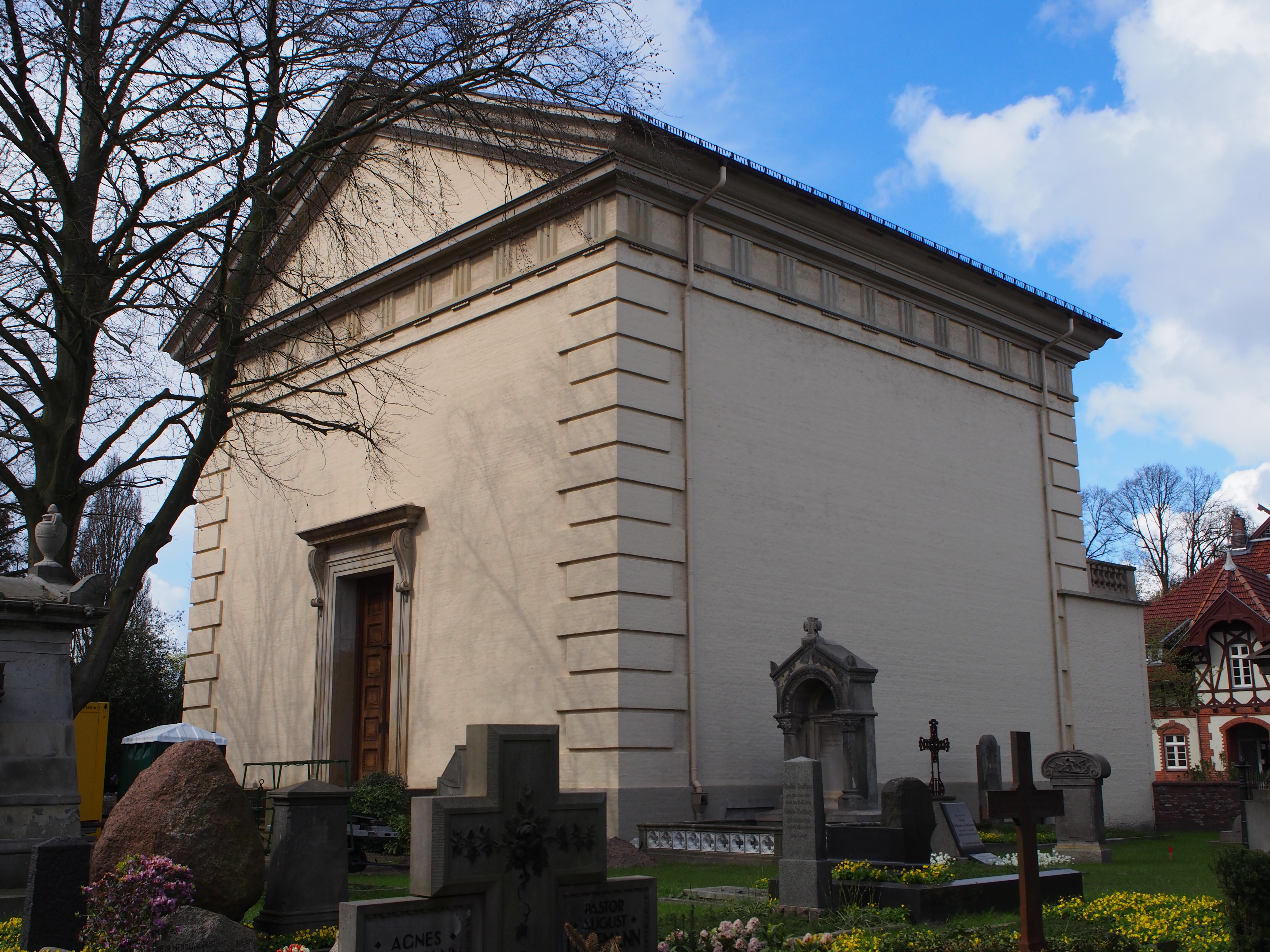
Het mausoleum op het Gertrudenfriedhof (Oldenburg)